# Corlătești, Vaslui
Poate fi considerat un cătun, numărând nu mai mult de 100 de suflete. În apropierea acestuia se găsește un stejar foate bătrân. Se spune că e de pe vremea lui Ștefan cel Mare. Acesta este impunător prin dimensiunile sale ( abia dacă 5 oameni îl pot cuprinde)